# Deferipron
A deferipron (INN: deferiprone) mediterrán vérszegénységben szenvedő betegek gyakori vérátömlesztés okozta vas-túlterhelésének megakadályozására szolgáló szer. Akkor alkalmazzák, ha a deferoxamin-kezelés hatástalannak bizonyult.

## Adagolás
Naponta háromszor szájon át, 75 mg/tskg mennyiségben.

## Ellenjavallatok
Agranulocytosist és annak következtében kialakuló neutropéniát okozhat, mely a kezelés befejeztével elmúlik. A kezelés újrakezdéséről kevés a tapasztalat, ezért ellenjavallt.
A neutropénia veszélye miatt indokolt a rendszeres (heti) vérvizsgálat.
Neurológiai rendellenességet tapasztaltak olyan gyermekeknél, akiket a javasolt adag 2–3-szorosával kezeltek.
A deferipron kelátokat képez fém kationokkal. Bár ilyen tapasztalat nincs, nem javasolt a deferipront három vegyértékű kationt (pl. Al3+-t) tartalmazó szerre együtt szedni.

## Mellékhatások
10%-nál gyakoribb mellékhatások: émelygés, hasfájás, hányás, chromaturia (a vas kiválasztása miatt a vizelet pirosas-barnás színűre színeződése).
1–10% gyakorisággal előforduló mellékhatások: neutropénia, agranulocytosis, fejfájás, hasmenés, ízületi fájdalom, emelkedett májenzim értékek, fáradékonyság fokozott étvágy.
Ritkán jelentkező mellékhatás: a vér cinktartalmának csökkenése, mely a cink pótlására megszűnik.

## Készítmények
Magyarországon:
- Ferriprox 500 mg filmtabletta

A nemzetközi gyógyszerkereskedelemben kapható más készítmények:
- Deferum
- Kelfer